# Туманские
Туманские — дворянский род, происходящий от Тимофея Игнатьевича Туманского († 1701) и его сына Григория Тимофеевича, бывшего протопопом Басанским в Гетманщине в первой половине XVIII века.
Из его сыновей: Василий Григорьевич (1723—1809) был малороссийским генеральным писарем, а потом поручиком правителя Новгород-Северского наместничества. О внуке родоначальника Феодоре и правнуках Василии Ивановиче и Фёдоре Антоновиче — см. Род Туманских внесён в родословные книги Полтавской, Черниговской и Орловской губерний.

## Описание герба
В щите имеющем червлёное поле, изображён золотой крест и внизу с левой стороны серебряный полумесяц, рогами к кресту обращённый.
Щит увенчан дворянскими шлемом и короною с павлиньими перьями. Намёт на щите красный и голубой, подложенный золотом. Герб рода Туманских внесён в Часть 6 Общего гербовника дворянских родов Всероссийской империи, стр. 153

## Известные представители
- Туманский, Василий:[править]  -  Туманский, Василий Григорьевич (ок. 1720—1809) — последний генеральный писарь Войска Запорожского.
  -  Туманский, Василий Иванович (1800—1860) — поэт пушкинского времени, дипломат, государственный и общественный деятель.
  -  Туманский, Василий Иванович (актёр) (1932—1998) — советский и российский актёр Московского цыганского театра «Ромэн», заслуженный артист РСФСР.
- Туманский, Александр Григорьевич (1861—1920) — русский востоковед, военный переводчик, генерал-майор армии Российской Империи;
- Туманский, Фёдор:[править]  -  Туманский, Фёдор Антонович (1799—1853) — двоюродный брат В. И. Туманского, поэт, дипломат.
  -  Туманский, Фёдор Осипович (ошибочно — Васильевич) — писатель и переводчик конца XVIII века, корреспондент Академии наук и действительный член Российской академии.

- Тимофей Игнатьевич Туманский (до 1680 — до 1710)
  - Григорий Тимофеевич Туманский (до 1700—1772)
    - Андрей Григорьевич Туманский [Туманские]
    - Иван Григорьевич Туманский [Туманские]
    - Василий Григорьевич (ок. 1720—1809) — последний генеральный писарь Войска Запорожского.
      - Иван Васильевич Туманский (1763—?) — генерал-лейтенант провиантмейстер в отставке
        - Василий Иванович (1800—1860) — поэт пушкинского времени, дипломат, государственный и общественный деятель.

    - Иосиф (Осип) Григорьевич Туманский (1732—1799) — председатель Новгород-Северской уголовной палаты.
      - Фёдор Осипович (ошибочно — Васильевич) — писатель и переводчик конца XVIII века, корреспондент Академии наук и действительный член Российской академии.

    - Фёдор Григорьевич Туманский (1735—1786)
      - Антон Федорович Туманский (ок. 1774—?) — Остерский уездный предводитель Дворянства (1832—1838)
        - Фёдор Антонович (1799—1853) — поэт, дипломат.